# Округ Кошице I
Округ Кошице I (слч. Okres Košice I) округ је у Кошичком крају, у Словачкој Републици. Административно средиште округа је град Кошице.

## Географија
Налази се у централном дијелу Кошичког краја.
Граничи:
- на сјеверу и западу је Округ Кошице-околина,
- источно Округ Кошице III,
- јужно Округ Кошице II.

Клима је умјерено континентална.

## Становништво
| Година:    | 1994.  | 2004.   | 2014.   | 2024.   |
| ---------- | ------ | ------- | ------- | ------- |
| Број људи: | 65 057 | 68 089  | 67 842  | 62 603  |
| Разлика:   |        | +4,66 % | -0,36 % | -7,72 % |

| Година:    | 2023.  | 2024.   |
| ---------- | ------ | ------- |
| Број људи: | 62 965 | 62 603  |
| Разлика:   |        | -0,57 % |

Према подацима о броју становника из 2011. године округ је имао 68.477 становника. Словаци чине 72,02% становништва.
| Етнички састав (2011)‍ | Етнички састав (2011)‍ | Етнички састав (2011)‍ | Етнички састав (2011)‍ | Етнички састав (2011)‍ |
| --------------------- | --------------------- | --------------------- | --------------------- | --------------------- |
|                       |                       |                       |                       |                       |
| Словаци               | Словаци               |                       | 0                     | 72,02%                |
| Мађари                | Мађари                |                       | 0                     | 3,02%                 |
| Роми                  | Роми                  |                       | 0                     | 0,91%                 |
| Чеси                  | Чеси                  |                       | 0                     | 0,72%                 |
| Рутени                | Рутени                |                       | 0                     | 0,68%                 |
| остали, непознато     | остали, непознато     |                       | 0                     | 22,65%                |

## Насеља
У округу се налази шест градских насеља.